# МТРЗ-5279
МТрЗ-5279 — серия российских высокопольных и низкопольных троллейбусов большого класса, производившихся с 2003 по 2008 год в автобусных кузовах Ликинского автобусного завода на Московском троллейбусном заводе (МТрЗ).

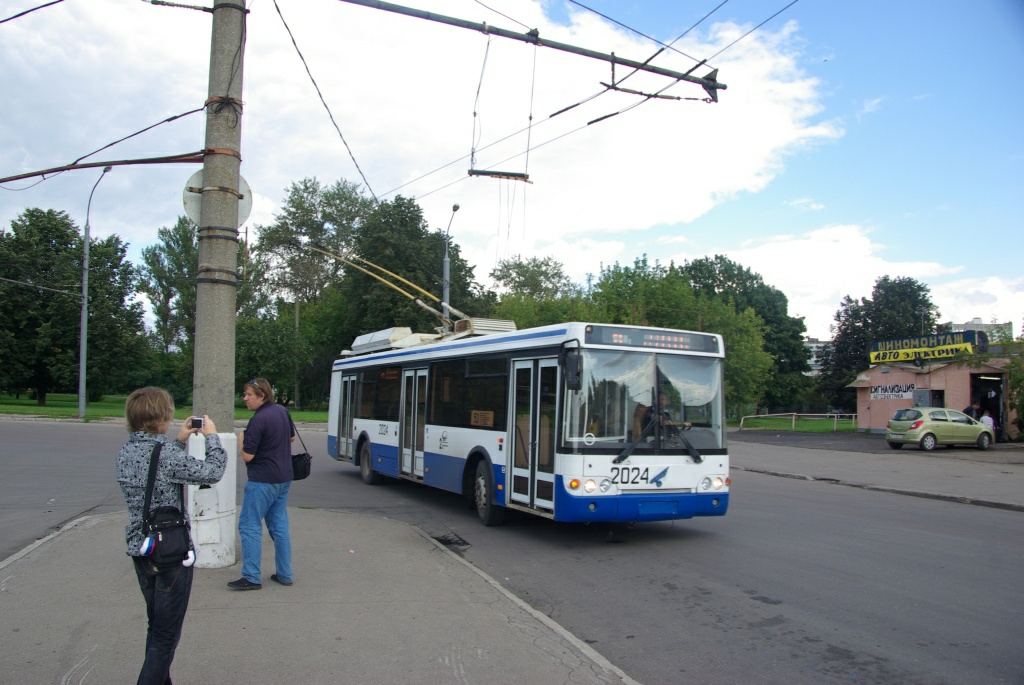
МТрЗ-52791 «Садовое кольцо»

Выпускалась также модификация с окончанием 1 не через точку на базе автобуса ЛиАЗ-5292, (См. фото выше).

## Модификации
- МТрЗ-5279-0000010 — базовая, создана в 2003 году. Троллейбусы данной модификации оснащены электрическим оборудованием производства фирмы Skoda. В нём установлен двигатель Skoda (точно такой же, как в троллейбусе Skoda 14Tr), система управления ТЭД — ТИСУ. Салон этих троллейбусов отличается отсутствием в задней части возвышения с рядом сидений. Всего построено 10 машин, работали только в Москве до апреля 2017 года. Последняя машина с бортовым номером 8007 передана в Музей пассажирского транспорта Москвы в октябре 2017 года.
- МТрЗ-5279-0000012 — производились с 2005 по 2006 г., выпущено 25 троллейбусов, работают в Омске, Брянске, Рязани и Петрозаводске. Оснащены РКСУ. В Брянске используется ТИСУ аналогичная БТЗ-52761Т
- МТрЗ-5279.1 — мелкосерийная модификация. Выпущено 3 троллейбуса. Эксплуатировались только в Москве до сентября 2015 года. Оснащены РКСУ.
- МТрЗ-5279.2 — мелкосерийная модификация. Выпущено 2 троллейбуса. Эксплуатировались только в Москве до 2013 года. Оснащен асинхронным приводом фирмы «ЭПРО».
- МТрЗ-52791 «Садовое кольцо» («СадКо») — низкопольный троллейбус в кузове ЛиАЗа-5292.00 с асинхронным тяговым приводом. На разные экземпляры ставилось электрооборудование фирм Skoda, Cegelec и Чергос. Производились с 2004 по 2008 года, в 2011 году выпущен ещё один экземпляр, работавший в Рязани и в 2014 году переданный в Брянск. Остальные троллейбусы эксплуатировались в Москве до лета 2020 года, часть из них передана в Петрозаводск, Кемерово и Ростов-на-Дону. Всего собрано 40 троллейбусов.